# 萧惠朗
萧惠朗（?—?），南蘭陵兰陵县人。萧思话第五子。南朝宋、南朝齐大臣。兄萧惠开、萧惠明、萧惠基、萧惠休，弟萧惠蒨。

## 生平
萧惠朗善骑马，是宋桂阳王刘休范的内弟，作为主簿和刘休范一起造反，刘休范派萧惠朗率敢死之士数十人突入东门，来到萧道成所在的射堂之下。兵败后为萧道成所赦，复加录用。齐朝建立，豫章王萧嶷派遣时任中兵参军的萧惠朗带领两千人支援司州，屯守在西关。帮助司州刺史萧景先讨伐谢天盖，北魏兵渡过淮水，进攻寿春（今安徽寿县）劫掠了七千多户人口，便撤离了。齐武帝时，为西阳王征虏长史，行南兖州事，以典签贪赃百万，于是免官。一说萧惠朗为吴兴郡太守，因不敬项羽神被射死。